# Baraut
Baraut là một thành phố và là nơi đặt ban đô thị (municipal board) của quận Baghpat thuộc bang Uttar Pradesh, Ấn Độ.

## Địa lý
Baraut có vị trí 29°06′B 77°16′Đ / 29,1°B 77,27°Đ Nó có độ cao trung bình là 231 mét (757 foot).

## Nhân khẩu
Theo điều tra dân số năm 2001 của Ấn Độ, Baraut có dân số 85.822 người. Phái nam chiếm 53% tổng số dân và phái nữ chiếm 47%. Baraut có tỷ lệ 62% biết đọc biết viết, cao hơn tỷ lệ trung bình toàn quốc là 59,5%: tỷ lệ cho phái nam là 68%, và tỷ lệ cho phái nữ là 55%. Tại Baraut, 16% dân số nhỏ hơn 6 tuổi.